# Brańszczyk
Brańszczyk – wieś w Polsce położona nad rzeką Bug w województwie mazowieckim, w powiecie wyszkowskim, w gminie Brańszczyk. Ma status sołectwa.
Miejscowość jest siedzibą gminy Brańszczyk.

## Historia
Dawniej wieś i folwark.
Prywatna wieś duchowna Brańsk położona była w drugiej połowie XVI wieku w powiecie kamienieckim ziemi nurskiej województwa mazowieckiego. 
Po 1869 na obszarach Królestwa Polskiego utworzono gminy wiejskie i z tego powodu powstały budynki administracyjne. Jednym z nich był stary budynek urzędu gminy w Brańszczyku. Był to budynek drewniany parterowy z pokoikami na poddaszu a w części parterowej składał się z części kancelaryjnej i mieszkalnej, które były oddzielone od siebie sienią. Budynek był usytuowany na rzucie prostokąta ze ścianami konstrukcji ryglowej, boniowane na węgłach z ganeczkiem na słupach u wejścia. Przekryty był dachem naczółkowym pokrytym gontem.
W latach 1921–1931 wieś i folwark leżał w województwie białostockim, w powiecie ostrołęckim, w gminie Brańszczyk.
Według Powszechnego Spisu Ludności z 1921 roku zamieszkiwało:
- wieś – 731 osób, 582 było wyznania rzymskokatolickiego, 9 ewangelickiego a 140 mojżeszowego. Jednocześnie wszyscy mieszkańcy zadeklarowali polską przynależność narodową. Było tu 99 budynków mieszkalnych[9]. W 1929 istniał tu jeden kościół oraz synagoga[10].
- folwark – 75 osób w 6 budynkach mieszkalnych[9]. Posiadłość ziemską miał tu Adolf Rudzki (148 mórg). Była tu kaszarnia i tartak[11].

Miejscowość należała do miejscowej parafii rzymskokatolickiej. Podlegała pod Sąd Grodzki w Ostrowie i Okręgowy w Łomży; mieścił się tu urząd pocztowy który obsługiwał większość terenu gminy.
W wyniku agresji III Rzeszy na Polskę we wrześniu 1939 wieś znalazła się pod okupacją niemiecką i do wyzwolenia weszła w skład dystryktu warszawskiego Generalnego Gubernatorstwa.
W latach 1954–1972 wieś należała i była siedzibą władz gromady Brańszczyk. W latach 1975–1998 miejscowość administracyjnie należała do województwa ostrołęckiego.
31 grudnia 2013 roku sołectwo liczyło 1119 mieszkańców zameldowanych na pobyt stały, a 31 grudnia 2019 roku liczyło 1125 mieszkańców.
W miejscowości znajduje się kościół Wniebowzięcia NMP zbudowany w 1833, który jest siedzibą parafii św. Jana Chrzciciela oraz skansen im. Marii Żywirskiej.

## Części wsi
| SIMC    | Nazwa             | Rodzaj     |
| ------- | ----------------- | ---------- |
| 0506515 | Bieliny           | część wsi  |
| 0506521 | Brańszczyk-Nakieł | przysiółek |

## Urodzeni w Brańszczyku
- Stanisław Pomian-Srzednicki – polski sędzia, jako pierwszy piastował stanowisko pierwszego prezesa Sądu Najwyższego w latach 1917–1922
- Wacław Haczyński – poseł na Sejm IV kadencji (1935–1938) w II Rzeczypospolitej, zginął w Katyniu.
- Maria Żywirska z d. Byczyńska (1904–1980) – polska historyk i etnograf.
- Kazimierz Pogorzelski (1921–2023) – polski wojskowy, pułkownik pilot[16].